# 日本大学経済学部・大学院経済学研究科

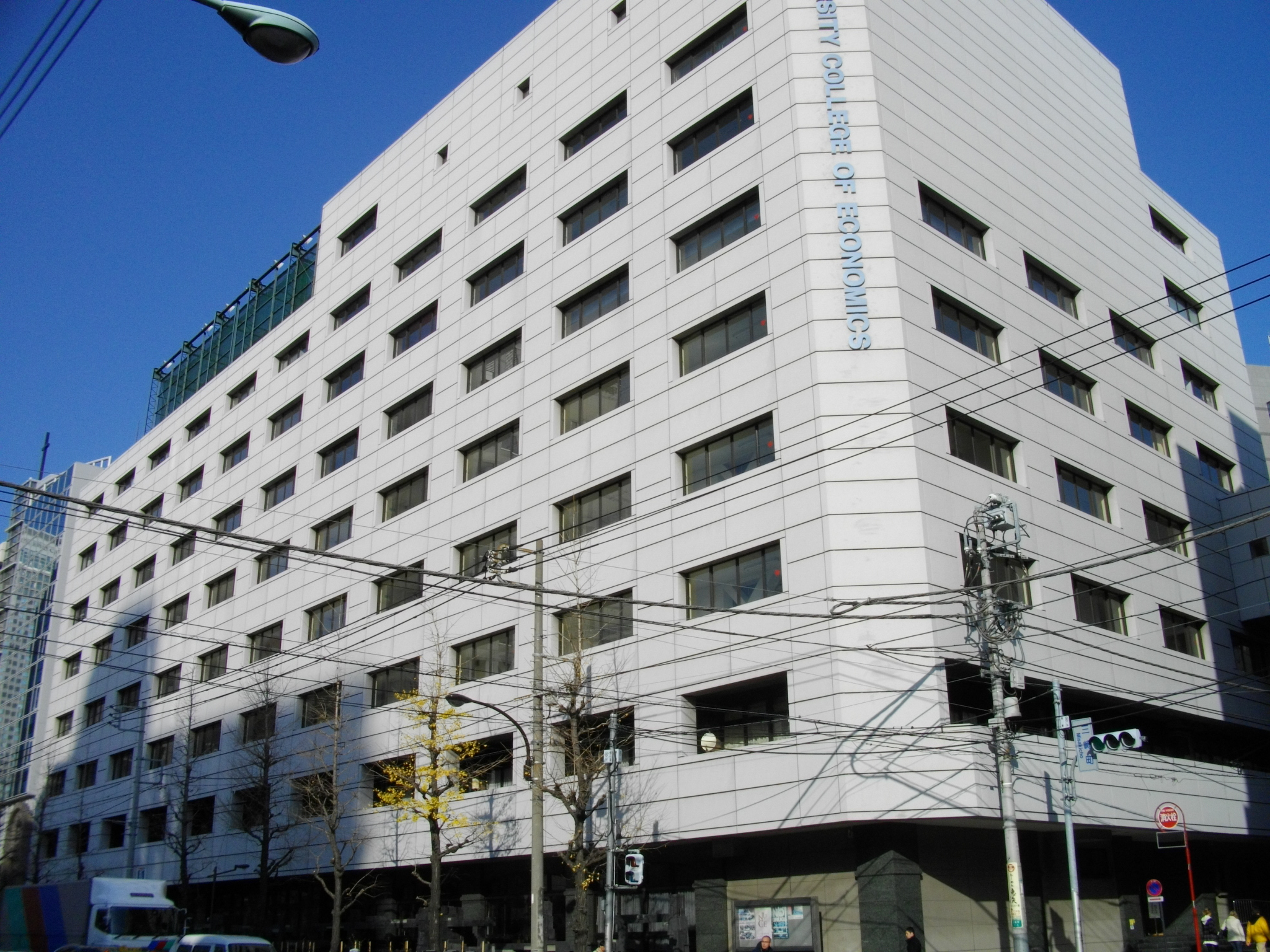
日本大学経済学部本館

日本大学経済学部（にほんだいがくけいざいがくぶ、Nihon University College of Economics）は、経済学科・産業経営学科・金融公共経済学科の3学科を擁し、教育・研究する日本大学の学部である。また 、日本大学大学院経済学研究科（にほんだいがくだいがくいんけいざいがくけんきゅうか）は、経済学の理論および応用を教育・研究する大学院の研究科である。略称として、日大経済（にちだいけいざい）またはNUCEが用いられる。また、公式な略称として、「日経」（ニチケイ、Nichikei）も用いられる。

## 概要
国内にある大学の経済学部としては、学生数やゼミナール数は日本最大級の規模といえる。学部内の研究所として、経済科学研究所・産業経営研究所・グローバル社会文化研究センターが置かれている。
日本大学経済学部は、東京都千代田区神田三崎町の神田三崎町キャンパスに所在し、JR水道橋駅から徒歩3分程度の場所に本館がある。経済学部の本館・2号館・3号館の3つの校舎と、7号館は、白山通りを挟んで立地する。神田三崎町キャンパス内には、法学部も所在する。法学部は、白山通りの経済学部7号館側の道を入ったところに立地する。かつては通信教育部も、神田三崎町キャンパス内に所在していた。神田三崎町キャンパスは、学生街の神田三崎町、古本の町として知られる神保町、東京ドームなどが周辺にある典型的な都市型キャンパスである。

## 沿革

### 略歴
経済学部は、日本大学と改称された翌年の1904年に「商科」（Department of Commerce）として創設され、1920年の大学令により商学部（College of Commerce）の商科（Department of Commerce）となったあと、一時は存続が危ぶまれたが、昭和に入ってから「商経学部」（College of Commerce and Economics）に改組し、その後、「経済学部」に改称された。商学部経済学科、商経学部経済学科、経済学部の順に変遷している。その後、経済学部から商学部を分離独立させた。

### 年表

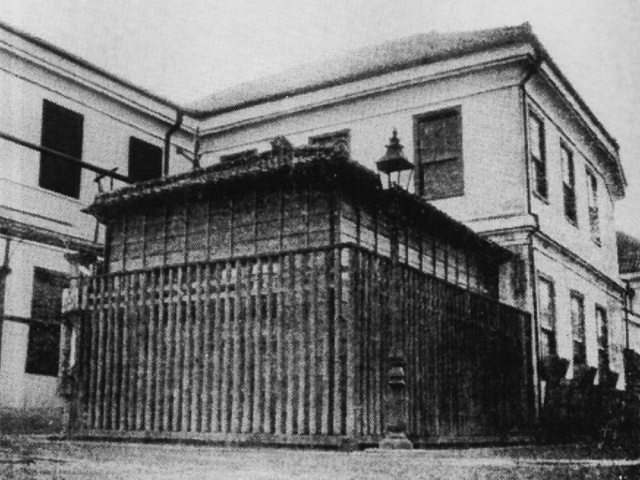
1903年（明治36年）当時の校舎

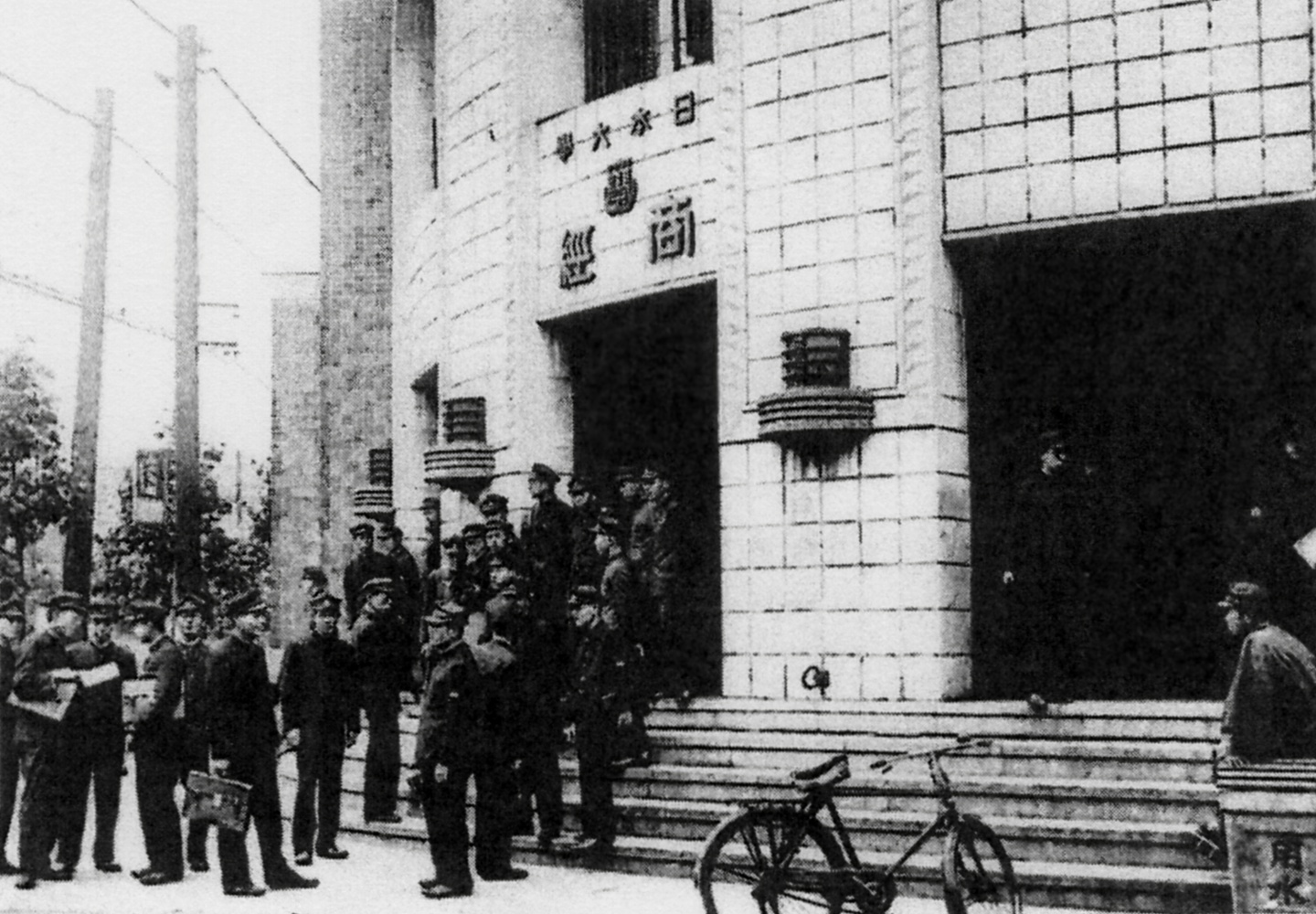
旧・商経学部校舎（1938年頃）

- 1889年（明治22年） - 日本法律学校（Nihon Law School）創立。
- 1898年（明治31年） - 日本法律学校を財団法人組織に改組。
- 1903年（明治36年） - 日本法律学校の校則を改めて大学組織とし、日本大学と改称。
- 1904年（明治37年） - 大学部に商科を設置（現在の経済学部と商学部の前身）。
- 1905年（明治38年） - 大学部商科授業開始。
- 1906年（明治39年） - 商科附属殖民科を設置（1912年廃止）。
- 1920年（大正09年） - 大学令による日本大学設立認可（商学部商科）。
- 1923年（大正12年） - 商科を商業学科（Department of Commerce）と改称。
- 1924年（大正13年） - 商学部に経済学科（Department of Economics）設置。
- 1929年（昭和04年） - 旧本館竣工。
- 1934年（昭和09年） - 商学部を商経学部と改称。
- 1944年（昭和19年） - 商経学部を経済学部に、商業学科を経営学科（Department of Business Administration）に改称。三崎町から世田谷に移転（翌年三崎町に戻る）。
- 1949年（昭和24年） - 新学制による日本大学設置（経済学部＝経済学科・経営学科）。
- 1951年（昭和26年） - 大学院経済学研究科修士課程設置（経済学専攻 = Economics Major）。
- 1952年（昭和27年） - 経営学科を商業学科と改称。
- 1953年（昭和28年） - 大学院経済学研究科博士課程設置（金融経済学専攻=Monetary Economics Major）。
- 1957年（昭和32年） - 経済学部商業学科が商学部（College of Commerce）商業学科として独立。
- 1958年（昭和33年） - 2号館竣工
- 1963年（昭和38年） - 商学部が砧校舎へ分離独立
- 1964年（昭和39年） - 産業経営学科設置。
- 1967年（昭和42年） - 本館竣工。
- 1973年（昭和48年） - 旧3号館竣工、総合運動場完成。
- 1976年（昭和51年） - 大学院経済学研究科、博士課程（金融経済学専攻）廃止。博士課程（経済学専攻）設置。
- 1979年（昭和54年） - 旧5号館を経済学部が取得。
- 1985年（昭和60年） - 菅平寮全面改築。
- 1986年（昭和61年） - 菅平寮全面改築が完了し、菅平研修所として完成。
- 1989年（平成元年） - 経済学科国際コース開設。
- 2002年（平成14年） - 新校舎7号館完成。
- 2004年（平成16年） - 経済学部創設100周年記念式典挙行。
- 2010年（平成22年） - 金融公共経済学科設置。
- 2016年（平成28年） - 第二部経済学科廃止。
- 2017年（平成29年） - 旧3号館と旧5号館の跡地に、新校舎3号館完成。
- 2018年（平成30年） - 三崎町キャンパスを神田三崎町キャンパスへ名称変更。
- 2020年（令和02年） - 9月30日をもって菅平研修所を閉鎖[3]。
- 2020年（令和02年） - 10月4日、初のWeb Open Campusを実施[4]。

## 学部・学科・プログラム・コース
- 経済学部（College of Economics）
  - 経済学科（Department of Economics）
    - 経済理論プログラム
    - 社会経済プログラム
    - 経済政策プログラム
    - 国際経済プログラム
    - 福祉・労働プログラム
    - 環境・都市プログラム

  - 経済学科 国際コース
基礎科目を英語で学習
  - 産業経営学科（Department of Industrial Management）
    - 企業マネジメントプログラム
    - 国際マーケティングプログラム
    - 会計・ファイナンスプログラム
    - 経営情報プログラム

  - 金融公共経済学科（Department of Finance and Public Economics）
    - 金融プログラム
    - 公共経済プログラム

他学部と連携した相互履修制度がある。

## 大学院・研究科・専攻・課程・コース
以下は、経済学部の大学院研究科(博士前期課程・博士後期課程)である。
- 経済学研究科（Graduate School of Economics）
  - 経済学専攻
    - 博士前期課程
      - 経済コース（Economics）
      - 金融コース（Finance）
      - 公共経済コース（Public Economics）
      - 経営コース（Business Administration）
      - 会計コース（Accounting）
      - 税法コース（Tax Law）

    - 博士後期課程
      - 博士後期課程には、コースが無い。

## キャンパス
キャンパスは、東京都千代田区神田三崎町の日本大学神田三崎町キャンパスに位置する。すべての通常授業は、神田三崎町キャンパスでのみ実施される。

### 神田三崎町キャンパス

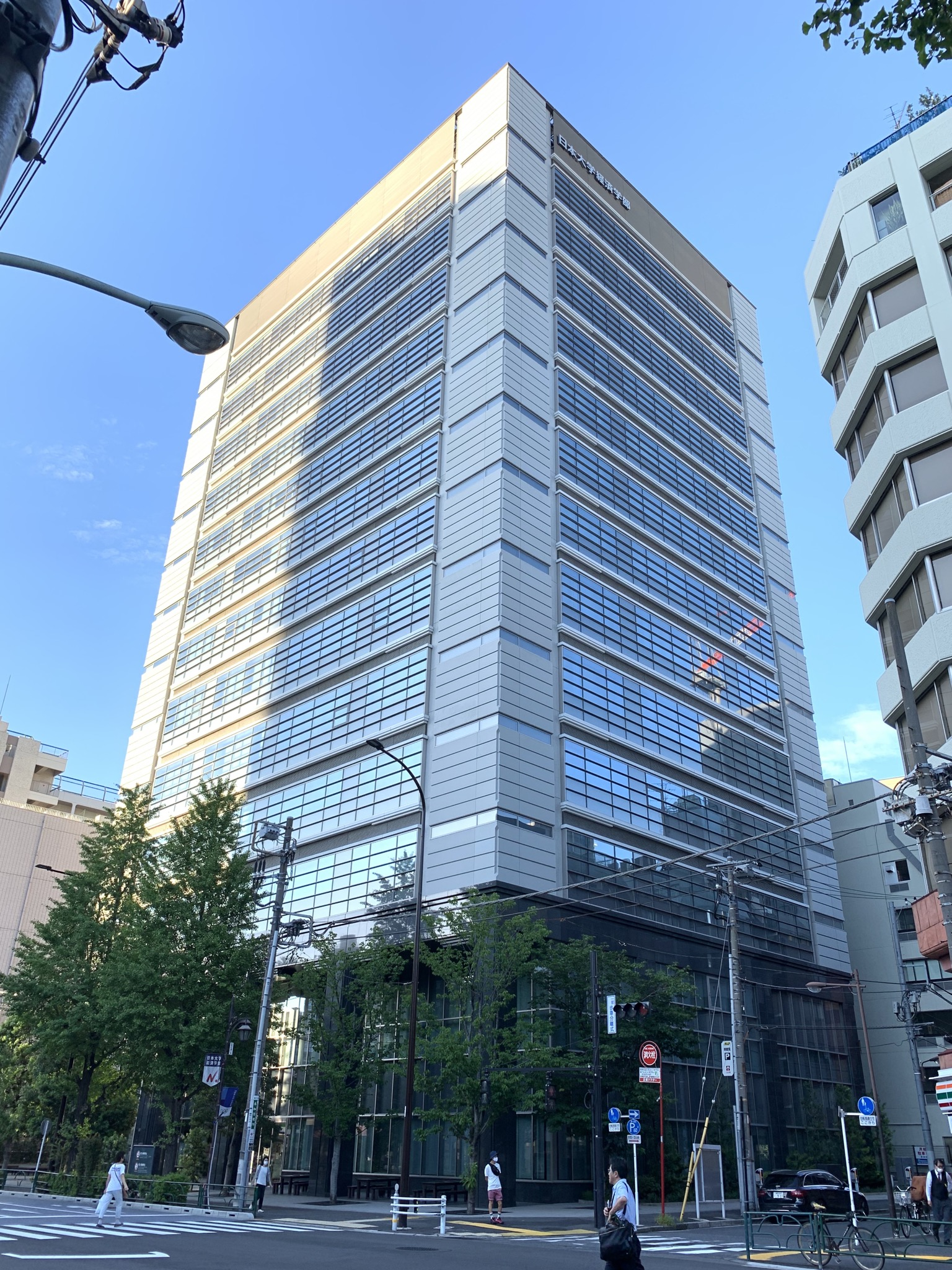
日本大学経済学部3号館

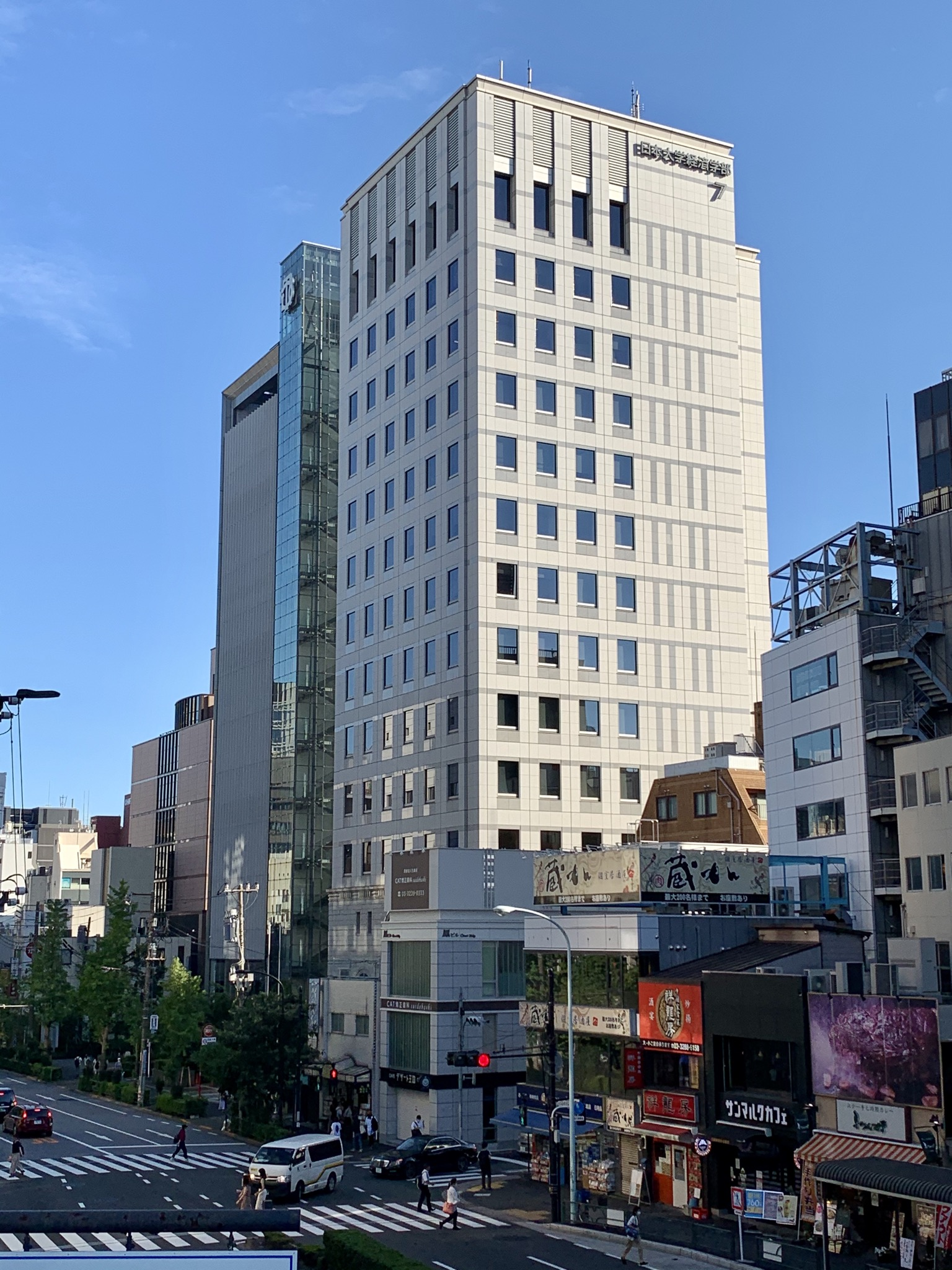
日本大学経済学部7号館（奥は東京歯科大学水道橋校舎新館）

- 本館(Main Building)所在地：東京都千代田区神田三崎町1丁目3番2号
- 本館以外で授業が行われる教室がある校舎は、2号館（Building No.2）・3号館（Building No.3）・7号館（Building No.7）である[注 2]。
- 本館・6号館・7号館の住所は神田三崎町、2号館・3号館の住所は西神田、8号館の住所は神田猿楽町である。

#### アクセス
- JR東日本中央・総武緩行線水道橋駅より徒歩3分
- 都営三田線水道橋駅より徒歩3分
- 東京メトロ半蔵門線・都営新宿線・都営三田線神保町駅より徒歩5分
- 東京メトロ丸ノ内線・東京メトロ南北線後楽園駅2出口より徒歩13分

### 総合運動場（上福岡グラウンド）
年1回開催される体育祭などが実施される。
- 所在地：埼玉県川越市中福868番1号

#### アクセス
- 東武東上線上福岡駅入口より西武バス上赤坂行に約20分乗車、酒井重工前で下車
- 西武新宿線新所沢駅東口より西武バス本川越駅行に約25分乗車、上赤坂で下車

### 菅平研修所
厚生施設であり、ゼミナールやサークルの合宿に利用される。
- 所在地：長野県上田市菅平高原1278番467号
- 一帯は、上信越高原国立公園として指定されている。

#### アクセス
- JR東日本北陸新幹線・しなの鉄道しなの鉄道線・上田電鉄別所線上田駅より上田バスまたはジェイアールバス関東菅平高原行に約1時間乗車、菅平高原で下車、徒歩約25分

## 刊行物
日大経済学部は以下の冊子（紀要）を発行している。
- 「経済集志」

## 関連組織
- 経済科学研究所

## 関係者

### 著名な出身者

#### 政界
- 江﨑真澄 - 元衆議院議員、元自治大臣兼国家公安委員長、元通商産業大臣、元自民党幹事長代理（初代）、元総務庁長官兼対外経済問題・民間活力導入特命事項担当大臣
- 園田博之 - 元衆議院議員、元内閣官房副長官、元たちあがれ日本幹事長
- 鈴木克昌 - 元衆議院議員、元総務副大臣、元蒲郡市長
- 糸山英太郎 - 元衆議院議員、実業家、湘南工科大学総長
- 吉川貴盛 - 元衆議院議員、元農林水産大臣
- 岡下昌平 - 元衆議院議員
- 加藤竜祥 - 衆議院議員
- 髙橋祐介 - 衆議院議員[6]
- 石川清 - 埼玉県坂戸市長
- 星野光弘 - 埼玉県富士見市長
- 堀内茂 - 山梨県富士吉田市長
- 松尾崇 - 神奈川県鎌倉市長
- 佐野秀光 - 支持政党なし代表、情報通信ネットワーク代表

#### 財界
- 赤坂茂好 - 株式会社プリンスホテル代表取締役社長、西武ホールディングス取締役
- 安藤聰 - ワイジェイカード社長、元KCカード社長
- 石井俊樹 - 元カスミ社長
- 衣笠剛 -  株式会社ヤクルト球団社長兼オーナー代行
- 國津則彦 - 東武百貨店社長兼CEO、元東武ビルマネジメント社長
- 櫻田慧 - モスフードサービス創業者・初代社長
- 松浦勝人 - エイベックス・グループ・ホールディングス創業者・初代社長
- 真鍋邦夫 - 元佐川急便社長
- 和田一夫 - 元ヤオハン代表

#### 学界
- 黒田俊夫 - 人口学者、元厚生省人口問題研究所所長、日本大学人口研究所名誉所長、元日本人口学会会長
- 清水千弘 - 一橋大学教授、元ブリティッシュコロンビア大学客員教授、くふうカンパニー取締役
- 田中英壽 - 日本大学第12代理事長
- 大野和雄 - 元函館大学学長
- 櫻井淳 - 道都大学総長
- 白田佳子 - 会計学者、元筑波大学教授、元ファミリーマート監査役、元アジア学術会議事務局長、元日本学術会議会員
- 新海宏美 - 日本大学経済学部准教授

#### 芸能・マスコミ
- 鈴木エイト - ジャーナリスト
- テリー伊藤 - テレビプロデューサー、タレント
- 鈴木輝一郎 - 作家、コラムニスト
- 須田慎一郎 - ジャーナリスト
- 天野慎也 - 構成作家
- 岸田一郎 - 編集者、メディアプロデューサー
- 四ノ宮浩 - 映画監督
- 山崎正 - テレビ朝日元アナウンサー
- 深川仁志 - NHKアナウンサー
- 宮川賢 - ラジオパーソナリティ
- 多田羅りか - フリーアナウンサー
- 竹本泉 - 漫画家
- 中西圭三 - 歌手、作曲家
- 柴田恭兵 - 俳優、歌手
- 小泉孝太郎 - 俳優、タレント
- 廣瀬洋一 - ミュージシャン、THE YELLOW MONKEYベーシスト
- 金原亭龍馬 - 落語家
- 春風亭笑好 - 落語家
- 立川志の太郎 - 落語家
- 石井康太 - お笑い芸人（やるせなす）
- 中村豪 - お笑い芸人（やるせなす）
- 八木隆宜 - お笑い芸人

#### スポーツ
- 上田春佳 - 元競泳選手
- 遠藤聖大 - 大相撲力士
- 琴光喜啓司 - 元大相撲力士
- 鈴木絵美子 - 元アーティスティックスイミング日本代表
- 高見盛精彦 - 元大相撲力士
- 翔猿正也 - 大相撲力士
- 舞の海秀平 - 元大相撲力士
- 松下三郎 - 柔道家、全日本柔道連盟副会長、講道館理事、日本オリンピック委員会理事、日本ユニバーシアード委員会委員長
- 落合英二 - 元プロ野球選手、
- 真中満 - 元プロ野球選手、元東京ヤクルトスワローズ監督
- 渡邉博幸 - 元プロ野球選手
- 北川博敏 - 元プロ野球選手
- 清水直行 - 元プロ野球選手
- 吉野誠 - 元プロ野球選手
- 尾形佳紀 - 元プロ野球選手
- 村田修一 - 元プロ野球選手
- 館山昌平 - 元プロ野球選手
- 大野隆治 - 元プロ野球選手
- 吉原道臣 - 元プロ野球選手
- 桑原義行 - 元プロ野球選手
- 那須野巧 - 元プロ野球選手
- 篠田純平 - 元プロ野球選手
- 江村将也 - 元プロ野球選手
- 十亀剣 - プロ野球選手
- 青山誠 - 元プロ野球選手
- 山崎晃大朗 - プロ野球選手
- 丸山茂樹 - プロゴルファー
- 室伏重信 - 元陸上競技選手、陸上競技指導者
- 森田智己 - 競泳選手

#### その他
- 石井健太郎 - 棋士
- 町本絵里 - 2004年のミス・ユニバース・ジャパン